# Christian Lübke
Christian Lübke (ur. 17 grudnia 1953) – niemiecki historyk, specjalizujący się w średniowiecznej historii Słowian.
Studiował (1972-1980) slawistykę i historię Europy Wschodniej na uniwersytetach w Monachium i Gießen. Przygotował w 1980 doktorat na temat Nowogrodu w literaturze rosyjskiej. W roku 1996 habilitował się na Freie Universität Berlin. W latach 1987-1992 wykładowca na Freie Universität Berlin, w latach 1997-2007 profesor historii Europy Wschodniej, ze szczególnym uwzględnieniem historii Polski na Uniwersytecie w Greifswaldzie. Od 2007 pracuje na Uniwersytecie w Lipsku.
Do jego zainteresowań zaliczyć należy m.in. historię polityczną Słowian zachodnich (szczególnie połabskich) oraz religię pogańskich Słowian.

## Książki
- Das östliche Europa. München 2004.
- Fremde im östlichen Europa. Von Gesellschaften ohne Staat zu verstaatlichten Gesellschaften (9.–11. Jahrhundert). Köln u. a. 2001.
- Struktur und Wandel im Früh- und Hochmittelalter. Eine Bestandsaufnahme aktueller Forschungen zur Germania Slavica. Stuttgart 1998.
- Arbeit und Wirtschaft im östlichen Mitteleuropa. Die Spezialisierung menschlicher Tätigkeit im Spiegel der hochmittelalterlichen Toponymie in den Herrschaftsgebeiten von Piasten, Premysliden und Arpaden. Stuttgart 1991.
- Novgorod in der russischen Literatur (bis zu den Dekabristen). Berlin 1984.
- Regesten zur Geschichte der Slaven an Elbe und Oder, Berlin 1984–1988.

## Teksty po polsku
- Powstanie i istota Związku Luciców. Jedna z konsekwencji chrystianizacji Europy wschodniej w X stuleciu, [w:] Chrześcijańskie korzenie. Misjonarze, święci, rycerze zakonni, red. S. Sterna-Wachowiak, Poznań 1997, s. 51–64.
- Pogańscy Słowianie – chrześcijańscy Niemcy? Tożsamości mieszkańców Połabszczyzny w VIII-XII wieku. [w:] Bogowie i ich ludy. Religie pogańskie a procesy tworzenia się tożsamości kulturowej, etnicznej, plemiennej i narodowej w średniowieczu. red. Leszek Paweł Słupecki
- Zanim Skrzetuski poznał Bohuna: średniowieczne pogranicze polsko-ruskie (łacińsko-prawosławne) w badaniach archeologicznych. archeolog.pl. [zarchiwizowane z tego adresu (2011-04-02)].